# 测力计
測力計，是用來量度力大小的工具。
測力计有多種，包括，彈簧測力計，握力測力計，磅秤測力計等。
彈簧測力計具有一個彈簧，非常基本的一個測力計，通常量程只有5N（牛頓）。
也可利用公式{\displaystyle W=mg}算出物重。